# Труп

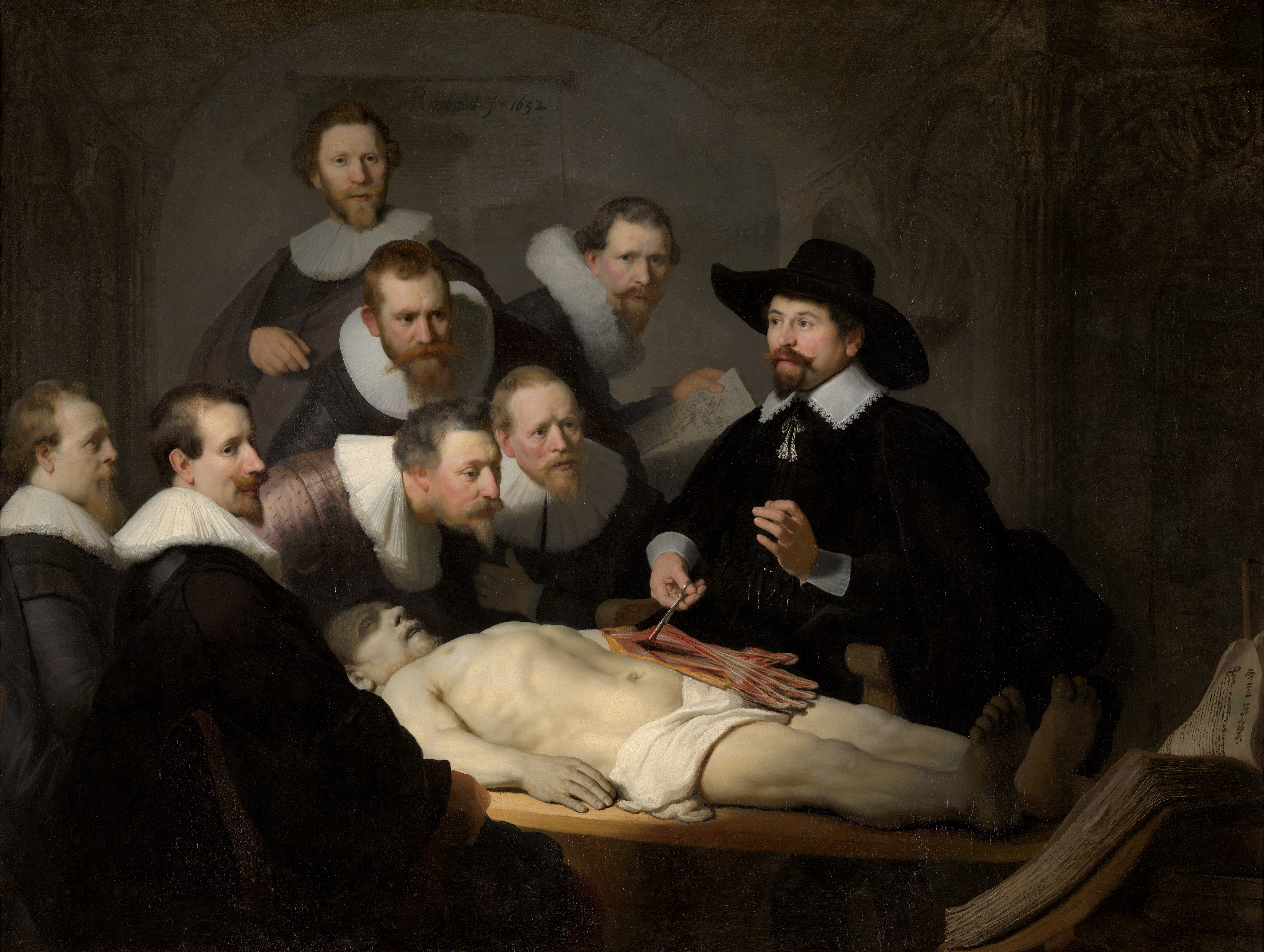
Рембрандт, «Урок анатомии доктора Тульпа», 1632

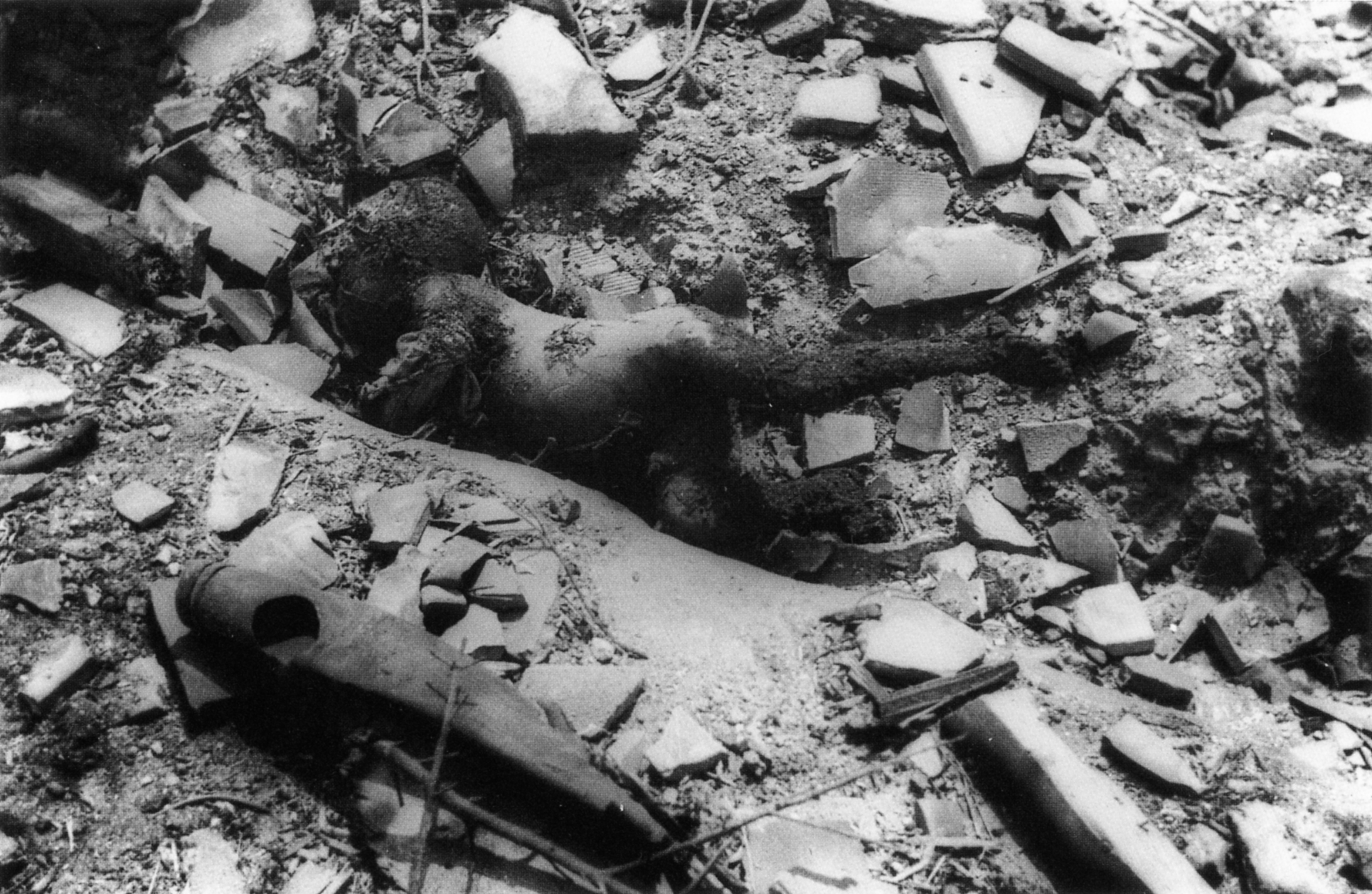
Тело младенца, погибшего при атомной бомбардировке города Нагасаки (Япония), фото 10 августа 1945 года

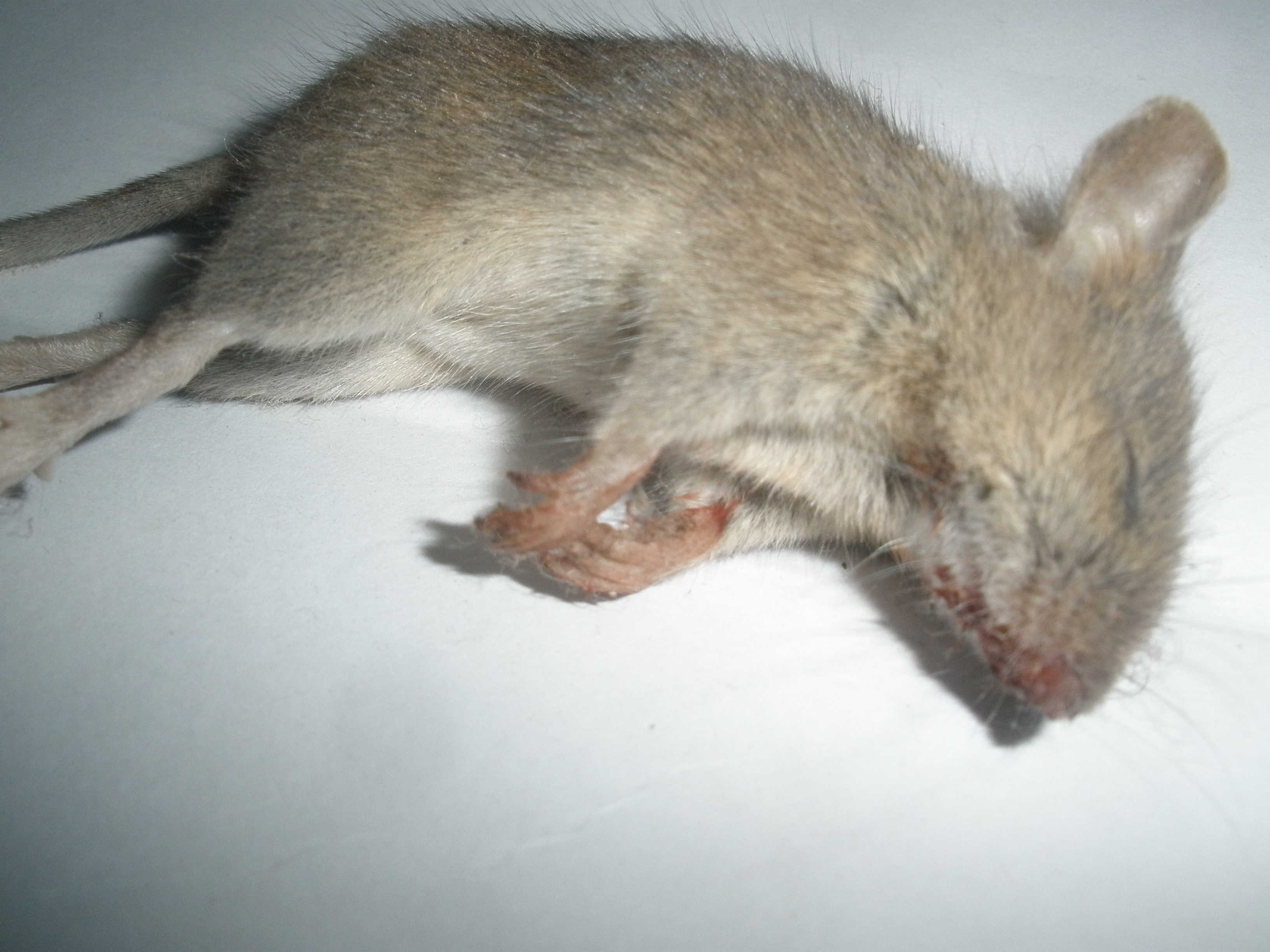
Труп грызуна

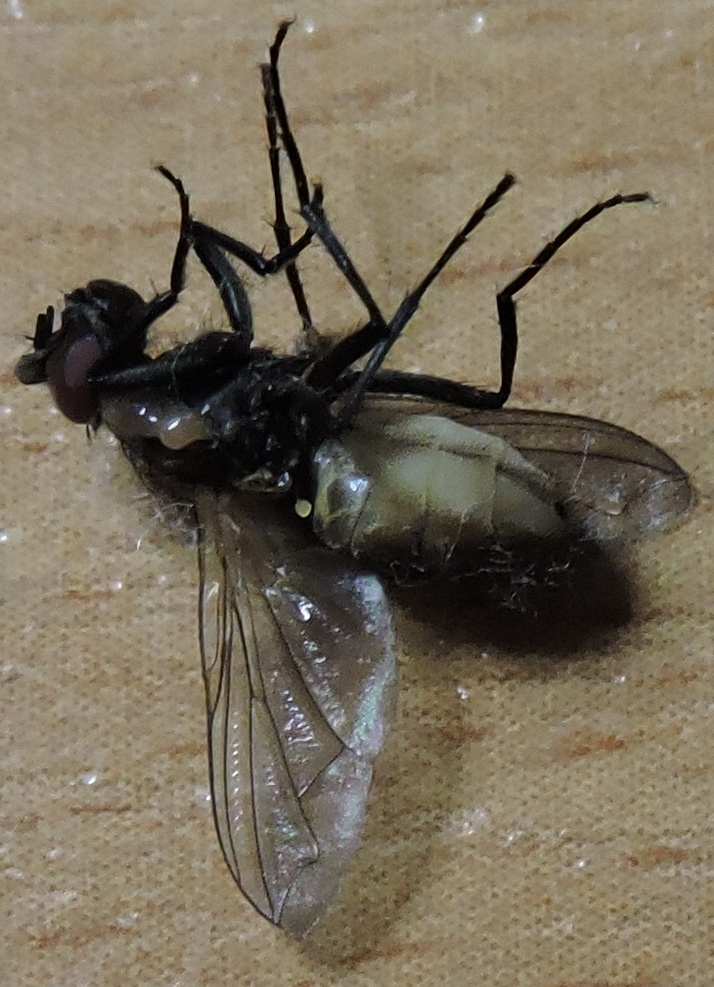
Умершая муха

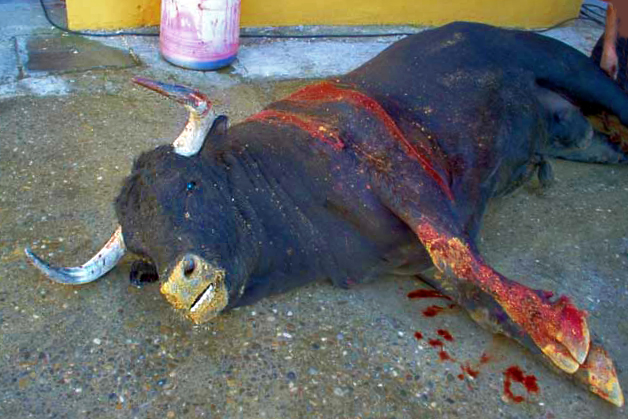
Боевой бык, убитый на корриде

Труп — мёртвое тело животного, в том числе человека, в котором развиваются посмертные изменения, включающие в себя отсутствие дыхания и сердцебиения, высыхание и деформацию роговиц, появление трупных пятен и трупного окоченения, а также признаков разложения.

## Трупные явления
Трупные явления — изменения, которым подвергаются органы и ткани трупа после наступления биологической смерти. Трупные явления подразделяются на ранние и поздние. К ранним относятся охлаждение трупа, трупные пятна, трупное окоченение, высыхание и автолиз; к поздним — гниение, скелетирование, мумификация, жировоск и торфяное дубление.

### Ранние трупные явления

#### Трупное окоченение
Окоченение тела, которое начинается примерно через 3 часа после наступления смерти в результате происходящих в мышечной ткани химических изменений. По прошествии примерно 36—72 часов оно постепенно проходит (разрешается).

#### Трупные пятна

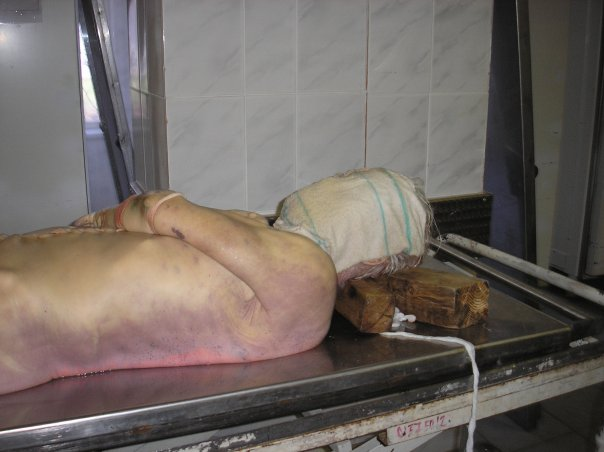
Трупные пятна

Трупные пятна образуются в нижележащих участках тела за счёт посмертного перемещения крови по сосудам под воздействием гравитации. В процессе развития трупных пятен различают 3 стадии: гипостаз, стаз и имбибиция.

#### Посмертное охлаждение
Процесс постепенного выравнивания температуры трупа и температуры окружающей среды. Ранее считалось, что в среднем температура трупа снижается на 1 градус Цельсия в час. Однако такая линейная модель охлаждения неприменима даже для простого неживого физического тела. Потому в настоящее время в судебной медицине используются двухэкспонентные модели охлаждения тел. Измерение температуры трупа широко используется в судебной медицине для установления давности наступления смерти.

#### Трупное высыхание
Трупное высыхание связано с испарением влаги с поверхности кожных покровов и слизистых оболочек, которое не компенсируется поступлением жидкости из глубоколежащих тканей, как это происходит у живого организма. Проявляется помутнением роговицы, желтовато-бурыми участками на конъюнктиве — пятнами Лярше, на переходной кайме губ (тёмно-красная плотная полоса), на головке полового члена, передней поверхности мошонки (тёмно-красные плотные участки). Легко и быстро высыхают участки кожи трупа с тонким слоем эпидермиса (кончики пальцев, носа) или лишённые эпидермиса (ссадины, осаднённые края ран, странгуляционные борозды).

#### Аутолиз
Процессы самопереваривания тканей в результате распада клеточных и субклеточных мембран и выхода из клеточных структур (в первую очередь лизосом) различных ферментов. Аутолиз идёт самопроизвольно, без участия микроорганизмов. Однако на слизистых оболочках и коже, в результате сильного прижизненного бактериального обсеменения, параллельно с аутолизом быстро начинает развиваться бактериальное разложение тканей, которое и составляет суть гниения трупа. В первую очередь аутолизу подвергаются органы и ткани с низкой долей соединительной ткани и большим количеством энзимов (головной мозг, селезёнка, поджелудочная железа, мозговое вещество надпочечников).
Аутолиз относят к ранним трупным изменениям, которые можно диагностировать уже через первые 6 часов после смерти.
Иногда аутолиз, происходящий в желудочно-кишечном тракте, может быть принят как последствия воздействия ядов, кислот, щелочи и других едких веществ.

### Поздние трупные явления и консервирующие процессы
Обычно это гниение. Иногда гниения не происходит и трупы консервируются. Консервация трупа происходит по механизму мумификации, жировоска, торфяного дубления или замораживания и развивается в зависимости от условий среды.
На кладбищах разложение трупа человека происходит обычно относительно быстро. Трупы, которые содержат некоторые сильные яды или пониженное количество жидкости в результате прижизненного высыхания (эксикоз), также медленно разлагаются. Разрушению органических структур трупа механически содействуют опарыши, различные нематоды и плесневые грибы. Первыми разлагаются желудок, кишечник, селезёнка, печень; значительно позже — сердце, почки, лёгкие. Труп постоянно теряет жидкость, которая просачивается через кожу, выходит из естественных отверстий, растекается по гробу и частично просачивается в землю.
Наиболее быстро трупы разлагаются на воздухе при положительной температуре среды, медленнее — в воде, и ещё медленнее — под землёй.
Согласно правилу Каспера (нем. Casper Regel), на воздухе гниение идёт в два раза быстрее, чем в воде, и в восемь раз быстрее, чем в земле. Соответственно, в воде в четыре раза быстрее, чем в земле.

## Бальзамирование
Консервация мёртвого тела путём хирургической обработки и введения в него специальных химических соединений, которые замедляют процесс его разложения. Бальзамирование выполняется главным образом для того, чтобы тело можно было перевезти на далёкое расстояние и похоронная церемония могла быть проведена без нежелательной для этого случая спешки. В США бальзамирование является обычным гигиеническим мероприятием, выполняемым похоронными службами. Также бальзамирование является (являлось) важным в обрядах, связанных с погребением и религией. Это практиковалось во многих культурах, наиболее известными примерами для обывателя являются древнеегипетские традиции мумификации, а также традиции создания погребальных курганов народов Европы. В настоящее время забальзамированы многие известные личности, среди которых: В. Ленин, Мао Цзэдун, Ким Чен Ир и другие.

## Минерализация
Минерализация — процесс разложения трупа на отдельные химические элементы и простые химические соединения. Для классических типов захоронений (в деревянном гробу, в грунтовой могиле) период минерализации составляет, в зависимости от почвенно-климатических условий региона, от 10 до 30 лет. Однако скелетирование трупа, находящегося в земле, наступает гораздо раньше — примерно за 2—4 года. При сжигании трупа в крематории (температура кремации 1100—1200 °C) период минерализации составляет около 2 часов. По окончании процесса минерализации от трупа остаётся только скелет, который распадается на отдельные кости, и в таком виде может существовать в грунте сотни и тысячи лет, а в подходящих условиях — окаменеть.

## Научная ценность
Используемый в научных целях труп часто носит название «кадавр» (лат. cadaver — «труп», «мёртвое тело»). Медицинская ценность кадавра высока: изучение мёртвых тел много веков помогает развитию медицины, биологии и смежных наук. После смерти почти любой труп, и особенно человеческий, обладает определённой ценностью для изучения, и при желании его бывшего хозяина или по согласию родственников может быть продан или передан бесплатно для изучения. Также практикуется отправка на изучение так называемых «невостребованных» тел: бездомных, заключённых, одиноких лиц, найденных неопознанных трупов и др.
Например, Николай Иванович Пирогов в середине XIX века разработал метод изучения взаиморасположения органов для повышения компетентности оперирующих хирургов, получивший название топографической анатомии. Сутью метода было изучение замороженных трупов, послойно разрезанных в различных анатомических плоскостях. Пироговым был издан атлас под названием «Топографическая анатомия, иллюстрированная разрезами, проведёнными через замороженное тело человека в трёх направлениях». Изображения, представленные в его атласе, опережали появление подобных изображений, полученных современными компьютерно-томографическими методами, более чем на век, благодаря изучению трупов.
Также кадавры ранее служили объектами для проведения разнообразных исследований воздействия на человеческое тело:
- кадавры использовались для апробирования воздействия гильотины при переходе во Франции от смертной казни через повешение к гильотине;
- на фрагментах человеческого тела проводили исследования воздействия огнестрельного оружия в конце XIX — начале XX веков;
- кадавры выполняли роль манекенов в первых натурных испытаниях в области пассивной безопасности автомобилей в 30—40-х годах XX века и т. д.

В настоящее время исследования трупов иногда бывают затруднены законодательными актами, религиозными нормами и т. п., в особенности, если необходима предварительная эксгумация. Во многих случаях исследования проводят на манекенах со встроенными датчиками или материалах с эквивалентными человеческому телу свойствами (например, баллистический гель при проведении исследований воздействия любых видов оружия).

## Эксгумация трупа
Следственное действие, заключающееся в извлечении трупа из места захоронения. Эксгумация производится для осмотра, в том числе повторного, захороненного трупа или для установления личности умершего путём предъявления трупа для опознания или его экспертного отождествления, а также для проведения экспертизы с целью выяснения обстоятельств, установление которых требует познаний в области судебной медицины, судебной биологии, криминалистики и т. д.